# Tom Mega
Tom Mega (* 1951 in Essen als Tom Meger; † 2002) war ein deutscher Rocksänger und Songwriter.

## Leben und Wirken
Mega war ab 1982 Sänger bei der Bochumer Band Prüde Herzen, danach bis 1986 Frontmann der Rockband Me & the Heat, deren Alben sich bereits durch melancholische Chansons auszeichnen. Danach startete er eine Solo-Karriere. Dabei entstanden zwischen 1987 und 1994 sechs Alben, die u. a. Jan Kazda (teilweise mit sehr prominenten Musikern, teils in Zusammenarbeit mit der Wuppertaler Fusionband Das Pferd) produzierte. Auf dem vierten Album Fremd sang Mega ausschließlich in deutscher Sprache, die meisten seiner Songs waren jedoch in englischer Sprache gehalten.
Viele seiner Songtexte spiegeln möglicherweise eigene Drogen- und Gefängniserfahrungen. Im Stück December '75 (vom Album Book of Prayers) beispielsweise erzählt er vom Leben eines Junkies in Amsterdam, der hinter dem Bahnhof in einem Autowrack haust und seinen Lebensunterhalt nur durch Live-Darbietungen auf Pornobühnen finanzieren kann. Seine musikalische Vielseitigkeit zeigte Mega nicht zuletzt auf der CD Tribute to Jacques Brel (1992), zu der er Interpretationen von Brel-Chansons mit Joachim Kühn und Harry Beckett beitrug.
Nach 1994 gab es keine weiteren Veröffentlichungen von Mega. Live trat er weiterhin auf Bühnen im Ruhrgebiet auf und stellte dabei auch ein neues Chansonprogramm vor. Er starb 2002 angeblich in Folge eines Unfalls mit Schlägen auf den Kopf.

## Diskografie
- Backyards of Pleasure (ITM 1988, mit Harry Beckett, Roswitha Dash, Christoph Irmer, Eva Maria Nagel, Monika Malek, Petra Stalz, Rudiger Noeske, Friederike Pasquay, Mal Waldron, Wolfgang Schmidtke, Markus Wienstroer, Harald Eller, Jan Kazda, Achim Grebien, Katrin Haug)[3]
- Love Lies from Central Europe (Roughtrade 1989)
- Book of Prayers (Roughtrade 1991)
- Fremd (Roughtrade 1992)
- Only for You (ITM 1993, Kompilation, rec. 1987–1991)
- Songs & Prayers (ITM 1994)[4]